# Зорино (Рышковский сельсовет)
Зорино — деревня в Курском районе Курской области России. Входит в состав Рышковского сельсовета.

## География
Деревня находится в центральной части Курской области, в пределах южной части Среднерусской возвышенности, в лесостепной зоне, на левом берегу реки Сейм, при автодороге М2, на расстоянии примерно 1,5 километров (по прямой) к юго-востоку от города Курска, административного центра района и области. Абсолютная высота — 162 метра над уровнем моря.

### Улицы
В деревне улицы: Бетонная, Вербная, Воробьиная, Добрая, Дружная, Железнодорожная, Золотой колос, Ивовая, Лесная, Пески, Придорожная, Соловьиная, Сосновая, Хвойная и Центральная.

### Климат
Климат характеризуется как умеренно континентальный, с относительно жарким летом и умеренно холодной зимой. Среднегодовая температура воздуха — 5,5 °С. Средняя температура воздуха самого тёплого месяца (июля) — 18,7 °C (абсолютный максимум — 37 °С); самого холодного (января) — −9,3 °C (абсолютный минимум — −35 °С). Безморозный период длится около 152 дней. Среднегодовое количество атмосферных осадков составляет 587 мм, из которых 375 мм выпадает в период с апреля по октябрь. Снежный покров образуется в первой декаде декабря и держится в среднем 125 дней.
| Показатель                                                                      | Янв. | Фев. | Март | Апр. | Май  | Июнь | Июль | Авг. | Сен. | Окт. | Нояб. | Дек. | Год  |
| ------------------------------------------------------------------------------- | ---- | ---- | ---- | ---- | ---- | ---- | ---- | ---- | ---- | ---- | ----- | ---- | ---- |
| Средний суточный максимум, °C                                                   | −4,2 | −3,2 | 2,7  | 13   | 19,4 | 22,7 | 25,4 | 24,7 | 18,2 | 10,5 | 3,3   | −1,2 | 10,9 |
| Средняя температура, °C                                                         | −6,2 | −5,7 | −0,9 | 8,2  | 14,8 | 18,4 | 21   | 20,1 | 14   | 7,2  | 1,1   | −3,2 | 7,4  |
| Средний суточный минимум, °C                                                    | −8,8 | −8,8 | −5   | 2,7  | 9,1  | 13,1 | 15,9 | 14,9 | 9,7  | 3,9  | −1,3  | −5,4 | 3,3  |
| Норма осадков, мм                                                               | 51   | 44   | 47   | 50   | 60   | 68   | 70   | 55   | 59   | 59   | 46    | 48   | 657  |
| Источник: Погода по месяцам c ru.climate-data.org(дата обращения: Декабрь 2021) |      |      |      |      |      |      |      |      |      |      |       |      |      |

### Часовой пояс
Деревня Зорино, как и вся Курская область, находится в часовой зоне МСК (московское время). Смещение применяемого времени относительно UTC составляет +3:00.

## История
История деревни уходит в тьму веков. Точная дата основания неизвестна. Стоит отметить, что раньше деревня Зорино считалась селом, так как в ней была церковь во имя святого Дмитрия Солунского. 
Явное упоминание села Зорино можно найти в Отказной книге 1635 года. В ней есть запись №58 от 28 июня 1635 года о том, что кормовым детям боярским отказана земля в селе Зорино. Цитата из книги: «Лета 7143 году июня в 28 день по Гсдрве црве и Великаго кнзя Михаила Фёдоровича всея Руси грамоте за приписю диака Василя Прокофева по челобитью Курчен кормовых детей боярских Ивана Мишустина, да Трофима Шетова, да Данилы Чаплыгина, да Елисея Кобызева, да Ивана Боева, да Осипа Кромского, Курской губной староста Микифор Шуклин, взяв с собою тутошних и сторонних людей, попа, и детей боярских, и крестьян в Курский уезд в Подгородний стан за ряку за Сейм».
Затем идёт упоминания разных помещиков, которым принадлежала эта земля ранее, но она была «порожняя» (пустая, на ней никто не жил и не обрабатывал) никаких конкретных дат не приводится. В итоге губной староста выделил землю детям боярским: «губной староста Микифор Шуклин отделил кормовым детям боярским Ивану Павлову сыну Мишустину, да Трофиму Иванову сыну Шетову, да Ивану Филиппову сыну Боеву, да Елесею Фомину сыну Кобызеву, да Даниле Алексееву сыну Чаплыгину, да Осипу Герасимову сыну Кромскому по 32 чети с полутретником и человеком в поле». После этого приводится более подробное описание количества земли, которое отделено каждому из детей боярских, но для истории села это не имеет большого значения. Таким образом, Ивана Павловича Мишустина, Трофима Ивановича Шетова, Ивана Филипповича Боева, Елисея Фомича Кобызева, Данилу Алексеевича Чаплыгина, Осипа Герасимовича Кромского, можно считать родоначальниками села. 
По прошествию почти 100 лет, в 1719 году, мы можем наблюдать, что к родоначальникам села добавились новые фамилии, но и некоторые фамилии выбыли.
| Число дворов с одинаковой фамилией на 1719 год | Число дворов с одинаковой фамилией на 1719 год |
| ---------------------------------------------- | ---------------------------------------------- |
| Фамилия                                        | Число дворов                                   |
| Чаплыгин                                       | 3                                              |
| Бредихин                                       | 2                                              |
| Шетов                                          | 1                                              |
| Мишустин                                       | 1                                              |
| Малышев                                        | 1                                              |
| Боев                                           | 1                                              |
| Кобызев                                        | 1                                              |
| Шетохин                                        | 1                                              |

Впоследствии, к 1858 году, из родоначальных фамилий в селе останутся лишь Чаплыгины, Боевы и Кобызевы.
| Число дворов с одинаковой фамилией на 1858 год | Число дворов с одинаковой фамилией на 1858 год |
| ---------------------------------------------- | ---------------------------------------------- |
| Фамилия                                        | Число дворов                                   |
| Стародубцев                                    | 7                                              |
| Чаплыгин                                       | 6                                              |
| Боев                                           | 3                                              |
| Кобызев                                        | 1                                              |
| Толмачёв                                       | 1                                              |
| Попов                                          | 1                                              |
| Авдеев                                         | 1                                              |
| Никитин                                        | 1                                              |
| Шумаков                                        | 1                                              |

Также стоит сказать о фамилии Стародубцев, которая также получила широкое распространение в селе ко второй половине XIX века. Стародубцевы являются близкими родственниками с Чаплыгиными. В ревизской сказке 1719 года есть упоминание Филиппа Васильевича Стародубцева (от него происходят все Стародубцевы, проживающие в этом селе) и Федосея Васильевича Стародубцева (по прошествию некоторого времени умер бездетным), проживающих во дворе Ивана Григорьевича Чаплыгина, которому, в свою очередь, Данила Алексеевич Чаплыгин приходится дедом: «Во дворе Иван Григорьев сын Чаплыгин ... у него племянники Федосей Васильев сын Стародубцев, Филипп Васильев сын Стародубцев» Следовательно, у Ивана Григорьевича Чаплыгина была некая сестра, которая вышла замуж за Василия Стародубцева, и у которой родились Федосей и Филипп.
Также родственную связь с Чаплыгиным Данилой имеют и представители фамилии Толмачёв. А именно, прапрапраправнучка Данилы Чаплыгина, Стефанида Петровна Чаплыгина вышла замуж за Григория Толмачёва. После чего у неё родились 4 сына: Михаил, Леон, Илья, Иван. У всех сыновей кроме Ильи были дети, в том числе сыновья.

## Население
| 2002 | 2010  |
| ---- | ----- |
| 953  | ↗1000 |

### Половой состав
По данным Всероссийской переписи населения 2010 года в половой структуре населения мужчины составляли 46,9 %, женщины — соответственно 53,1 %.

### Национальный состав
Согласно результатам переписи 2002 года, в национальной структуре населения русские составляли 98 %.

## Инфраструктура
Личное подсобное хозяйство. В деревне 421 дом.

## Транспорт
Зорино находится на автодорогах регионального значения 38К-015 (Курск — Зорино — Толмачёво) и 38К-041 (обход деревни Зорино, часть европейского маршрута E 38), в непосредственной близости от ж/д остановочных пунктов 465 км и 470 км (линия Льгов I — Курск)..
В 116 км от аэропорта имени В. Г. Шухова (недалеко от Белгорода).